# Strýčice

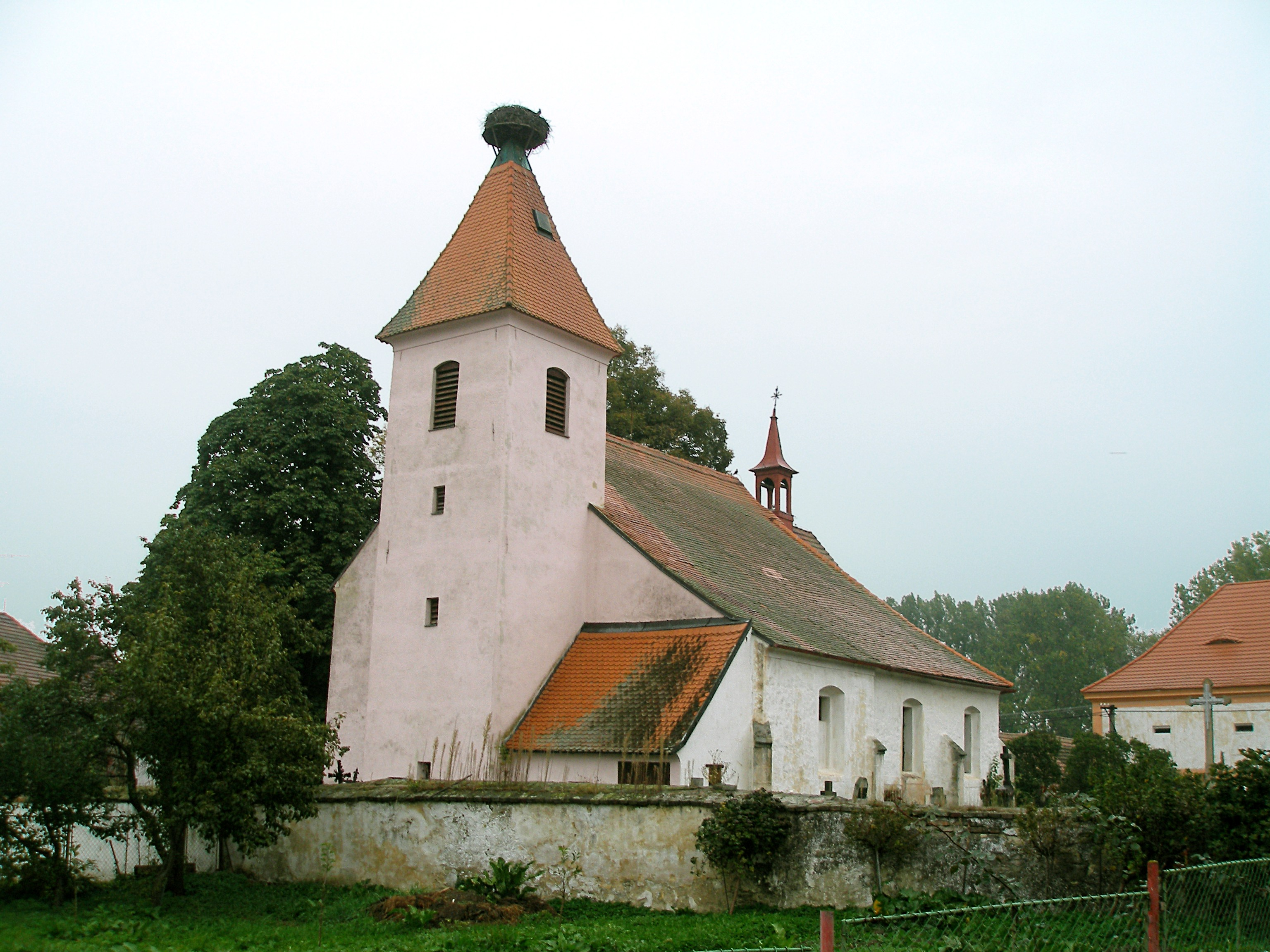
Kirche St. Peter und Paul

Strýčice (deutsch Stritschitz) ist eine Gemeinde in Tschechien. Sie liegt sieben Kilometer südöstlich von Netolice in Südböhmen und gehört zum Okres České Budějovice.

## Geographie
Strýčice befindet sich am rechten Ufer des Baches Babický potok unterhalb der Einmündung des Lužický potok im Vorland des Blanský les. Östlich des Dorfes liegt der Teich Dehtář. Im Nordosten erhebt sich der Na Středním (441 m), südlich der Zádušní vrch (454 m), im Südwesten die Kamenná (485 m) und im Nordwesten der Na Klínu (451 m).
Nachbarorte sind Sedlovice und Němčice im Norden, Radošovice und Tupesy im Nordosten, Dehtáře im Osten, Holubovská Bašta, Curna, Špicuk und Čakov im Südosten, Záboří und Lipanovice im Süden, Dobčice und Horní Chrášťany im Südwesten, Chvalovice im Westen sowie Lužice, Babice und Zvěřetice im Nordwesten.

## Geschichte
Südlich des Dorfes befinden sich am Fuße des Zádušní vrch Reste einer
frühzeitlichen Siedlung. Unweit davon ist im Wald Bory - Na Perku eine Gruppe von vier niedrigen Hügelgräbern erhalten.
Die erste schriftliche Erwähnung von Strischicz erfolgte am 3. Juli 1292 in einer Urkunde über einen Gebietstausch zwischen König Wenzel II., Oneš von Němčice und dem Kloster Hohenfurth, bei dem das Zisterzienserkloster im Austausch gegen Němčice und weitere Güter Strischicz erhielt. Während der Hussitenkriege wurde das Dorf durch das Heer Jan Žižkas auf dem Weg nach Goldenkron geplündert. Die Pandemie der Pest von 1520/21 ließ das Dorf veröden. Die Herren von Rosenberg als Schutzherren des Klosters ließen die dem Kloster gehörigen verödeten Dörfer in den 1530er Jahren mit Pfälzer Schwaben wiederbesiedeln. Am 28. Februar 1822 gelang Abt Isidor Teutschmann die Loslösung des Klosters von der Herrschaft Krumau. Im Jahre 1840 bestand Stritzitz / Strčice aus 8 Häusern mit 57 Einwohnern. Im Dorf bestanden die Pfarrkirche, das Pfarrhaus, die Schule und ein Wirtshaus. Stritzitz war Pfarrdorf für die deutschsprachigen Ortschaften Saboř, Linden (Lipanovice), Dobschitz (Dobčice), Roschowitz und Kolowitz; es war Zentrum einer deutschen Sprachinsel in Südböhmen. Bis zur Mitte des 19. Jahrhunderts blieb das Dorf zur Stiftsherrschaft Hohenfurth untertänig.
Nach der Aufhebung der Patrimonialherrschaften bildete Stritzitz / Stričitz ab 1850 einen Ortsteil der Gemeinde Saborz in der Bezirkshauptmannschaft Budějovice/Budweis. Im Jahre 1914 lebten in dem Dorf 74 Einwohner, davon 72 Deutsche und 2 Tschechen. 1924 eröffnete eine Dorfschule und 1927 eine Bürgerschule, an denen in deutscher Sprache unterrichtet wurde. Als Antwort auf den zunehmenden deutschen Nationalismus bildete sich 1930 in Stritschitz eine Ortsgruppe der tschechischen Národní jednota pošumavská, die im Dorf 1930 die Jubilejná škola svatováclavska (Jubiläumsschule des hl Wenzel) einrichtete. Nach dem Münchner Abkommen wurde Stritschitz zusammen mit Sabor 1938 dem Deutschen Reich zugeschlagen. Die tschechische Schule wurde geschlossen und als Depot der Nationalsozialisten genutzt. Das Dorf gehörte bis 1945 zum Kreis Krummau an der Moldau. Nach dem Ende des Zweiten Weltkrieges kam Strýčice zur Tschechoslowakei zurück und wurde wieder Teil des Okres České Budějovice. Ein Teil der deutschen Bevölkerung wurde vertrieben. Im Jahre 1950 erfolgte die Umgemeindung nach Radošovice. 1985 wurde Strýčice zusammen mit Radošovice nach Žabovřesky eingemeindet. Strýčice löste sich am 24. November 1990 nach einem Referendum wieder los und bildete erstmals in seiner Geschichte eine eigene Gemeinde.
In Strýčice besteht eine Grundschule der I. und II. Stufe, deren Einzugsgebiet sich auf 24 Dörfer erstreckt.

## Gemeindegliederung
Für die Gemeinde Strýčice sind keine Ortsteile ausgewiesen. Zu Strýčice gehört der Wohnplatz U Brožů.
Strýčice ist eine der wenigen Gemeinden des Landes, die keinen eigenen Katastralbezirk bilden. Ein entsprechender Antrag wurde nach langen Verhandlungen abschlägig beschieden, so dass die 195 ha umfassenden Gemeindefluren weiterhin zum Katastralbezirk Radošovice u Českých Budějovic gehören.

## Bevölkerungsentwicklung
| Jahr      | 1869 | 1880 | 1890 | 1900 | 1910 | 1921 | 1930 | 1950 | 1961 | 1970 | 1980 | 1991 | 2001 | 2011 | 2021 |
| --------- | ---- | ---- | ---- | ---- | ---- | ---- | ---- | ---- | ---- | ---- | ---- | ---- | ---- | ---- | ---- |
| Einwohner | 92   | 91   | 88   | 78   | 74   | 80   | 83   | 64   | 91   | 102  | 75   | 59   | 50   | 53   | 55   |

## Sehenswürdigkeiten
- Pfarrkirche St. Peter und Paul, das von einem Friedhof umgebene Bauwerk bildet das Zentrum des Dorfes. Der ursprünglich romanische Bau entstand im 13. Jahrhundert und wurde später im spätgotischen Stil erweitert. Die älteste Glocke stammt aus dem Jahre 1585. Auf dem Kirchturm befindet sich ein Storchennest.
- Reitinger-Mühle, die westlich des Dorfes gelegene Wassermühle ist seit dem 14. Jahrhundert nachweislich. Die heutige gemauerte Mühle wurde 1842 errichtet und 1899 erweitert. Im Jahre 1911 wurden die beiden Wasserräder durch Turbinen ersetzt. Der Mühlenbetrieb wurde 1975 eingestellt, das Wasserkraftwerk besteht weiterhin.
- Schulmuseum Strýčice, es entstand 1986 im Erdgeschoss der Grundschule und wurde nach dem Hochwasser von 2004 wiederhergestellt. Seine Exponate stellen die früheren bäuerlichen Fertigkeiten dar.
- Mehrere Gehöfte im südböhmischen Bauernbarock im Blata-Stil mit verzierten Stuckfassaden und eingeschossigem Speicher